# Bruno Martino
Bruno Martino (Roma, 11 novembre 1925 – Roma, 12 giugno 2000) è stato un cantante, compositore e pianista italiano, famoso tra gli anni cinquanta e i primi settanta.

## Biografia
Debutta come pianista jazz nel 1940, all'età di quindici anni, suonando di nascosto in un'orchestrina jazz studentesca. Nel 1944 entra in Rai, come pianista dell'Orchestra 013 di Piero Piccioni. Negli anni seguenti ottiene grande successo all'estero, principalmente nel Nord Europa, sperimentando un genere originale, un mix di jazz, canzoni napoletane e sue composizioni. Forte dei consensi ottenuti, tornato in Italia nel 1958, compone canzoni per Caterina Valente, Renato Rascel e Wilma De Angelis. Crea un gruppo, il Quintetto Bruno Martino, formato da Ole Jorgensen (nato a Copenaghen nel 1935, alla batteria), Carlo Pes (alla chitarra), Luciano Ventura (nato a Ferrara nel 1928, al contrabbasso), Bruno Brighetti (nato a Bologna nel 1926, alle trombe, al vibrafono, al trombone e alla fisarmonica); un caso fortuito lo lanciò anche come interprete, quando sostituì il cantante della sua orchestra.
Il suo primo successo fu  Kiss me kiss me, lanciato nel programma televisivo Ritmi d'oggi, per la regia di Enzo Trapani; seguirono brani che divennero celebri come Nel duemila, Estate, E la chiamano estate, Jessica, Forse, Sono stanco, Sabato sera, Che sarà di noi,  Prova a darmi un bacio, Quando un giorno, Cos'hai trovato in lui, Baciami per domani, Ma tu chi sei e tantissimi altri; diverse poi sono le perle scritte ma rimaste sconosciute.
Molti jazzisti di diversi paesi hanno interpretato Estate, brano portato alla visibilità internazionale dal cantante-chitarrista brasiliano João Gilberto, che lo scoprì durante una tournée italiana, lo riarrangiò in versione "bossa" e ne fece uno standard, oggi tra i più eseguiti. Tra le sue versioni più celebri, quelle di Chet Baker, Helen Merrill, Toots Thielemans, Michel Petrucciani, Mike Stern, João Gilberto, nonché una delle ultime grandi del vocalismo jazz: Shirley Horn; tra gli Italiani, dapprima la canzone è stata interpretata e portata al successo da Jimmy Fontana, in seguito hanno interpretato Estate Mina, Mia Martini, Ornella Vanoni, Vinicio Capossela, La Crus, Irene Grandi, Andrea Bocelli, Claude Nougaro, Sergio Cammariere, Enrico Rava, Orietta Berti, Amalia Gré, Stefano Bollani, Alex Britti, Eliane Elias e Giorgio Poi. Il suo repertorio è stato inoltre interpretato da Fred Bongusto, Peppino Di Capri e Franco Califano.
Partecipò al Festival di Sanremo 1961 con il brano A.A.A. Adorabile cercasi, presentato in abbinamento a Jula de Palma, che non viene ammesso alla serata finale.
Nell'agosto e settembre 1977 condusse sulla rete 2 la trasmissione in quattro puntate Ottantotto tasti e una voce insieme col pianista Enrico Simonetti con la regia di Gian Maria Tabarelli; sigle della trasmissione erano le sue Pomeriggio d'agosto e Una calda serata d'estate, (arrangiamenti di Victor Bach, col quale avrà poi una lunga collaborazione discografica).
Nel 1991 partecipò, interpretando al pianoforte canzoni sue e non, a molte puntate del programma radiofonico, andato in onda anche in TV, Radio anch'io.
Nel giugno 1993 partecipò alla trasmissione Noi maggiorenni, condotta da Gianni Minà, in cui si esibiva al pianoforte dopo aver ringraziato pubblicamente Piero Piccioni e Armando Trovajoli per avergli "insegnato a suonare il pianoforte e a scrivere le canzoni".
Nel novembre 1993, dal 9 al 28, al teatro Flaiano in Roma si esibì in venti concerti al pianoforte insieme con Umberto Bindi.
Bruno Martino ha avuto due figli dalla prima moglie, Anna Innocenzi: Walter e Gloria. Walter è uno stimato batterista e compositore, che ha collaborato con i maggiori artisti italiani e molti artisti internazionali (Claudio Baglioni, Renato Zero, Mia Martini, Mina, Rino Gaetano, Antonello Venditti, Fiorella Mannoia, Bob Mintzer, Michael Manring, John Beasley, Mark Eagan, ecc.), oltre ad essere stato uno dei componenti dei Goblin, gruppo che ha composto con Giorgio Gaslini la colonna sonora dei film Profondo Rosso e realizzato quella del film Suspiria di Dario Argento e, con i Libra (dove suonò prima che nei Goblin), la colonna sonora del film Shock, regia di Mario Bava. Era amico del giornalista sportivo e critico musicale Sandro Ciotti, con cui collaborò per alcuni suoi brani e per il quale compose la colonna sonora del film documentario Il profeta del gol incentrato sulla carriera del fuoriclasse Johan Cruijff.
Malato da tempo, morì all'età di 74 anni, il 12 giugno 2000 per un attacco cardiaco.

## Programmi radiofonici Rai
- La bacchetta d'oro Pezziol 1948, dalla Boite in Roma, complesso diretto da Bruno Martino, (1948)

## Discografia

### Album
- 1959 - I grandi successi di Bruno Martino
- 1960 - Nuovi successi
- 1963 - Bruno Martino
- 1964 - Bruno Martino con orchestra
- 1965 - Dedicato a te
- 1969 - Sabato sera
- 1970 - The Best of Bruno Martino
- 1971 - Cos'hai trovato in lui
- 1972 - Ieri, oggi e sempre con Bruno Martino
- 1975 - I Love You
- 1977 - In the night
- 1978 - Night Games
- 1980 - Il pianoforte e tu
- 1981 - tarai bene con me
- 1983 - Inconfutabilmente mia
- 1986 - Innamorarsi mai

### EP
- 1959 - Malafemmina/La donna riccia/Luna rossa/Guaglione (La voce del padrone, 7 EGK 1069; pubblicato come "Orchestra Bruno Martino")
- 1959 - Che me' 'mparato a ffa'/Hasta la vista señora/Il mugiko/Chi balla il calypso (La voce del padrone, 7 EMQ 182; pubblicato come Orchestra Bruno Martino)
- 1959 - "Nel 2000" - Dracula cha cha/Ho due biglietti per la luna/Occhio ai marzsiani/Nel duemila (La voce del padrone, 7EMQ 126)
- 1959 - Kiss me, kiss me/T'aspetterò da me/I love you bambina/Ho sognato d'amarti (La voce del padrone, 7EMQ 132)
- 1959 - "Le canzoni del terrore" - Il diavolo, L'annegato del Po, Draculino (vampiro un po' bambino), Quasimodo (La voce del padrone, 7E MQ 139, 21/7/1959)
- 1959 - Perry como sorride e fa, Nel duemila (Bruno Brighetti, Bruno Martino), Kiss me, kiss me, Chianu chiano (La voz de su amo, 7ERL 1303)
- 1960 - Por dos besos/Marina/Calypso be-bop/Belle from Barcelona (La voce del padrone, 7EMQ 151)
- 1960 - Mustaphà, Al fuoco, Bella Roma (Franco Nebbia), Auguri (La voce del padrone, 7EMQ 168)
- 1961 - A.A.A.Adorabile cercasi, Al di là, Patatina, Libellule (La voce del padrone, 7EMQ 202)
- 1961 - Estate, Fermati, Grazie settembre, Ed è subito sera (La voce del padrone, 7EMQ 208)
- 1961 - Saprò aspettarti/Por favor/Con quelle gambe...che cha cha cha!/Volerti bene (La voce del padrone, 7EMQ 226)
- 1962 - Paperon De' Paperoni, Bacco tabacco e Venere, Borsa cha cha cha, Poco pelo (La voce del padrone, 7EMQ 236)
- 1966 - Ora...!/Dimmi che lo sai/E la chiamano estate/Prova a darmi un bacio (Ariston, AR 0138)
- 1989 - Amare qualche volta (di Silvestro Longo, Filippo Lazzari), Sorridi, Semplice, Notte blu - arrangiamenti Victor Bach (Ariston, ARQD/051)

### Singoli
- 1959 - Mustapha pacha/The naughty little flea (La voce del padrone, 7MQ 1160)
- 1959 - Nel duemila/Kiss Me Kiss Me (La voce del padrone, 7MQ 1170)
- 1959 - Chica cha cha/T'aspetterò da me (La voce del padrone, 7MQ 1226)
- 1959 - I love you bambina/Sometimes a heart goes astray (La voce del padrone, 7MQ 1253)
- 1959 - È musica/Se tu mi lascerai (La voce del padrone, 7MQ 1254)
- 1959 - Sono stanco/Baby luna (La voce del padrone, 7MQ 1255)
- 1959 - Dracula cha cha/Ho sognato d'amarti La voce del padrone, 7MQ 1271)
- 1959 - Ho due biglietti per la luna/Occhio ai marziani (La voce del padrone, 7MQ 1280)
- 1959 - Por dos besos/Draculino (La voce del padrone, 7MQ 1294)
- 1959 - Quando Ascolto Nat King Cole/Al fuoco! (La voce del padrone, 7MQ 1297)
- 1959 - Belle from Barcelona/My personal possession (La voce del padrone, 7MQ 1304)
- 1959 - Auguri (Per tutta la gente)/Piangere un po' (La voce del padrone, 7MQ 1325)
- 1959 - Il diavolo/Quasimodo(la tua gobba ti fa comodo) (La voce del padrone, 7MQ 1327)
- 1959 - Quando vien la sera/'A' come amore  (La voce del padrone, 7MQ 1352)
- 1959 - Por dos besos/Marina (La voce del padrone, 7MQ 1356)
- 1960 - Love me! love me!/Coriandoli (La voce del padrone, 7MQ 1438)
- 1960 - Brrr... che freddo/La ragazza del mio cuore (La voce del padrone, 7MQ 1441)
- 1960 - Sono sordo/Vietato (La voce del padrone, 7MQ 1442)
- 1960 - Estate/Ed è subito sera (La voce del padrone, 7MQ 1443)
- 1960 - Estate/Brr... che freddo! (La voce del padrone, 7MQ 1461)
- 1960 - Grazie settembre/Fermati (La voce del padrone, 7MQ 1480)
- 1960 - Volerti bene/Con quelle gambe....che Cha cha cha! (La voce del padrone, 7MQ 1482)
- 1960 - Mia/Por favor  (La voce del padrone, 7MQ 1484)
- 1961 - A.A.A. Adorabile cercasi/Mare di dicembre (La voce del padrone, 7MQ 1521)
- 1961 - Libellule/Al di là (La voce del padrone, 7MQ 1522)
- 1961 - Carolina dai!/Patatina (La voce del padrone, 7MQ 1523)
- 1961 - Non sei mai stata così bella/Preludio a un addio (La voce del padrone, 7MQ 1556)
- 1961 - Senti che musica/Sera serena (La voce del padrone, 7MQ 1565)
- 1961 - Bella ma volubile/Dolce melodia (La voce del padrone, 7MQ 1606)
- 1961 - Saprò aspettarti (Roberto Livraghi)/ Dipingo le nuvole (Vito Pallavicini, Vittorio Buffoli) (La voce del padrone, 7MQ 1607)
- 1962 - Cha cha cha per gli innamorati/È colpa dell'età (La voce del padrone, 7MQ 1667)
- 1962 - Borsa cha cha cha (t. Enrico Vaime, m. Franco Nebbia)- Non capisco la domenica (Franco Nebbia) (La voce del padrone, 7MQ 1699)
- 1962 - La notte, Ad occhi chiusi (La voce del padrone, 7MQ 1700)
- 1962 - Rimpiangerai, Quando vorrai (La voce del padrone, 7MQ 1710)
- 1962 - It's the madison time, Holly golly madison (La voce del padrone, 7MQ 1746)
- 1962 - Madame twist, Bacco, tabacco e Venere (La voce del padrone, 7MQ 1749)
- 1962 - Bi-di bi-di (Abbracciami così), Precipitevolissimevolmente (La voce del padrone, 7MQ 1770
- 1963 - Tu soltanto tu, Adios Brazil (La voce del padrone, 7MQ 1813)
- 1963 - Pepetè Tamuré, Roma nun fa la stupida (La voce del padrone, 7MQ 1814)
- 1963 - La vela bianca (G. Bécaud), O barquinho (La voce del padrone, 7MQ 1815
- 1963 - Cos'hai trovato in lui, Forse (La voce del padrone, 7MQ 1816)
- 1963 - I ladri (t. B. Brighetti), C'incontreremo a Modena (t. B. Brighetti) (La voce del padrone, 7MQ 1842)
- 1964 - Un colpo di vento (t. B. Brighetti), Che cosa c'è (Gino Paoli) (La voce del padrone, 7MQ 1874)
- 1964 - Vuoi ballare il surf? (t. B. Martino, m. B. Martino e B. Brighetti), Balliamo il surf (t. B. Brighetti) (La voce del padrone, 7MQ 1883)
- 1964 - Quando tu (Castaldo, Torti, Oliviero, Nicolai - dal film 'Il pelo nell'uovo'), Se mi vuoi (Giorgio Calabrese, F. Cerri) (La voce del padrone, 7MQ 1885)
- 1964 - Ciao notte (t. B. Brighetti), Non m'importa di niente (t. B. Brighetti) (La voce del padrone, 7MQ 1890)
- 1964 - Ça te fait rire (t. Rerre Delanoe) - Il Polly Golly (t. Bruno Brighetti)
- 1965 - Amavo solo te, Il cuore a San Francisco (La voce del padrone, 7MQ 1960)
- 1965 - Baciami per domani, Fai male (Ariston, AR/037)
- 1965 - Ci rivedremo, Giorni di sole, 6x6=36 (disco tris) (Ariston, AR/039)
- 1965 - E la chiamano estate, La ragazza di Ipanema (Ariston, AR 081/082)
- 1966 - Ora, Soli tra la gente (Ariston, AR/0115)
- 1966 - Prova a darmi un bacio, Mai e poi mai (Ariston, AR/0144)
- 1967 - Sabato sera, Storia al mare (Ariston, AR/0207)
- 1967 - Che cosa sei di bello, E non sbattere la porta (Ariston, AR/0215)
- 1968 - Che sarà di noi, Quando un giorno (Ariston, AR/0272)
- 1969 - Cerco un amore per l'estate, Sonia (Ariston, AR/0277)
- 1970 - Sai, Bastava una parola (testo G. Conte, m. Aniello Barbuto - B. M.)
- 1971 - Resta solo un momento, Il mondo si chiamava come te (Ariston, AR/0519)
- 1972 - September in the rain, September song (Ariston, AR/0574)
- 1972 - More/Sorridi (Ariston, AR/0575)
- 1973 - Raccontami di te, Ora che te ne vai (Ariston, AR/0615)
- 1974 - Ma come mai stasera (t. R. Bertola), Jennifer (Ariston, AR/0636)
- 1977 - Pomeriggio d'agosto, Una calda serata d'estate (Ariston, AR/00782)
- 1978 - Ma tu chi sei (t. P. Moroni), 6-0 6-0 (t. Fiorelisa Calcagno - versione inglese: t. G. Johnson)
- 1978 - T'aspetterò (t. Fiorelisa Calcagno), Che peccato (Enzo Tortora - Lino Patruno)  (Ariston, AR/00842)